# Lomaspilis marginata
Marginée, Bordure entrecoupée
Espèce
Lomaspilis marginata, la Marginée ou Bordure entrecoupée, est une espèce paléarctique d'insectes lépidoptères (papillons) de la famille des Geometridae.

## Répartition
L'espèce est répandue en Eurasie. Elle est présente dans toute la France métropolitaine, à l'exception d'une partie de la côte méditerranéenne,.

## Description
Petit papillon d'envergure de 24 à 28 mm. Plusieurs variantes sont connues, les dessins noirs des ailes sont d'étendue très variable, la bande médiane noire peut manquer chez la femelle.

## Biologie
Espèce bivoltine (sauf dans le grand nord où elle est univoltine), elle vit en plaine, en montagne, dans les bois, les haies, les endroits humides (marais...), l'imago vole d'avril à juillet, pond en juin-juillet. La nymphose a lieu en automne, dans le sol et peut durer deux ou trois ans.

### Plantes hôtes
Saules, peupliers (tremble, noir), noisetier. Les chenilles, actives la nuit, vert pâle à lignes foncées, se cachent le jour sous les feuilles.